# Sân bay Lüderitz
Sân bay Lüderitz (IATA: LUD, ICAO: FYLZ) là một sân bay ở Lüderitz, Namibia.